# Unteres Schloss (Greiz)

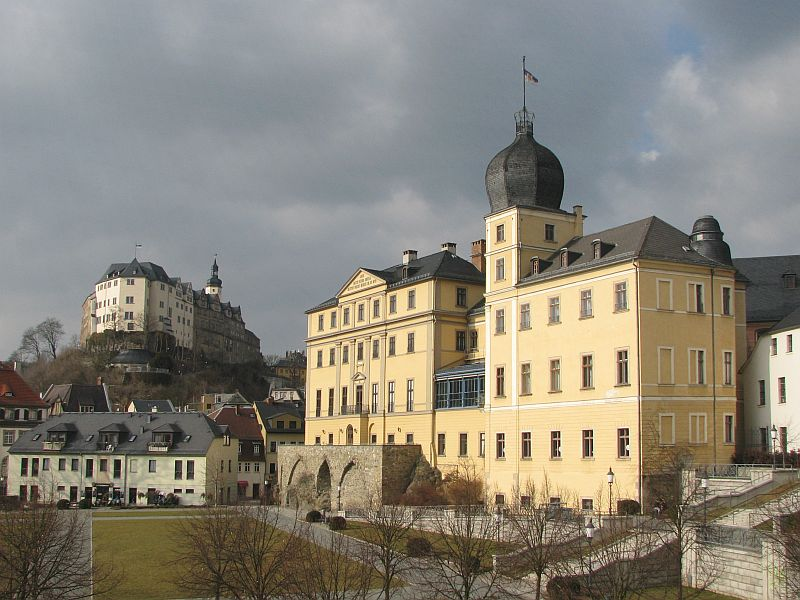
Das Untere Schloss in Greiz (im Hintergrund das Obere Schloss)

Das Untere Schloss ist eine der Sehenswürdigkeiten der thüringischen Stadt Greiz.

## Lage
Das Untere Schloss liegt direkt am Ufer der Weißen Elster neben der Stadtkirche St. Marien und damit nur wenige Schritte von der Innenstadt entfernt.

## Geschichte
Das Untere Schloss war über Jahrhunderte hinweg die Residenz des Fürstenhauses Reuß. Errichtet wurde es im 16. Jahrhundert von Heinrich dem Älteren (1578–1607). 1564 hatte eine Erbteilung zur Entstehung der Herrschaften Ober-Greiz (mit Residenz im Oberen Schloss) und Unter-Greiz geführt. Der Jagd- und Sommersitz der Grafen Reuß zu Untergreiz war das 1697 geerbte Schloss Burgk. Nach dem Tode Heinrichs III. (1733–1768) fielen Untergreiz und Burgk an Graf Heinrich XI. Reuss zu Obergreiz, der 1778 in den Reichsfürstenstand erhoben wurde, als Fürst Reuß älterer Linie.

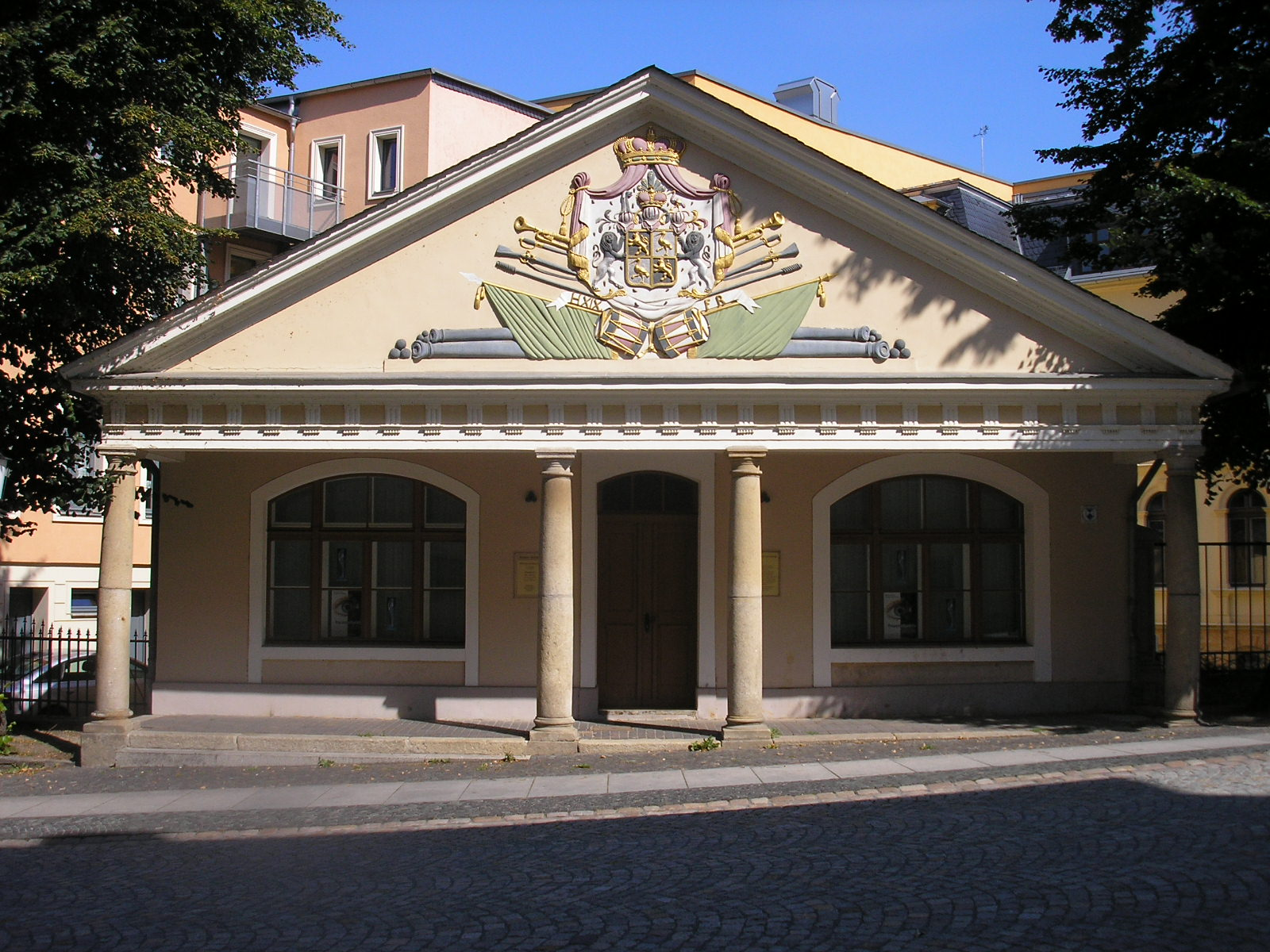
Hauptwache vor dem Schloss

Nach dem verheerenden Stadtbrand vom 6. April 1802 erfolgte bis 1809 der Wiederaufbau im klassizistischen Stil. Die Fürsten zogen vom Oberen in das neue Untere Schloss um und das Obere Schloss wurde Sitz der Regierungsbehörden des Fürstentums, der flächenmäßig kleinsten Monarchie des 1871 gegründeten Deutschen Kaiserreiches. Als Glanzstück zeigt sich der ehemalige Festsaal – heute Weißer Saal – mit seinen wertvollen Stuckaturen. 1884/1885 wurden als Anbau der Südflügel mit Wintergarten, repräsentativen Räumen wie dem Blauen Salon, und der Turm mit Zwiebelkuppel errichtet.
Im Zuge der Novemberrevolution 1918 dankten Fürst und Landesregierung ab und beide Schlösser wurden per Auseinandersetzungsvertrag in den Besitz des Volksstaates Reuß überführt, während der Fürst das Schloss Burgk behielt. Heinrich XXIV. litt aber infolge eines Unfalles an einer unheilbaren Hirnschädigung und war daher aufgrund von Regierungsunfähigkeit unter die Regentschaft der Fürsten Reuß Jüngerer Linie gestellt worden. Er behielt bis zu seinem Tod im Jahre 1927 Wohnrecht im Unteren Schloss. Zwei Jahre später eröffnete dann in der Beletage des Schlosses das Heimatmuseum seine Pforten.

## Heutige Nutzung

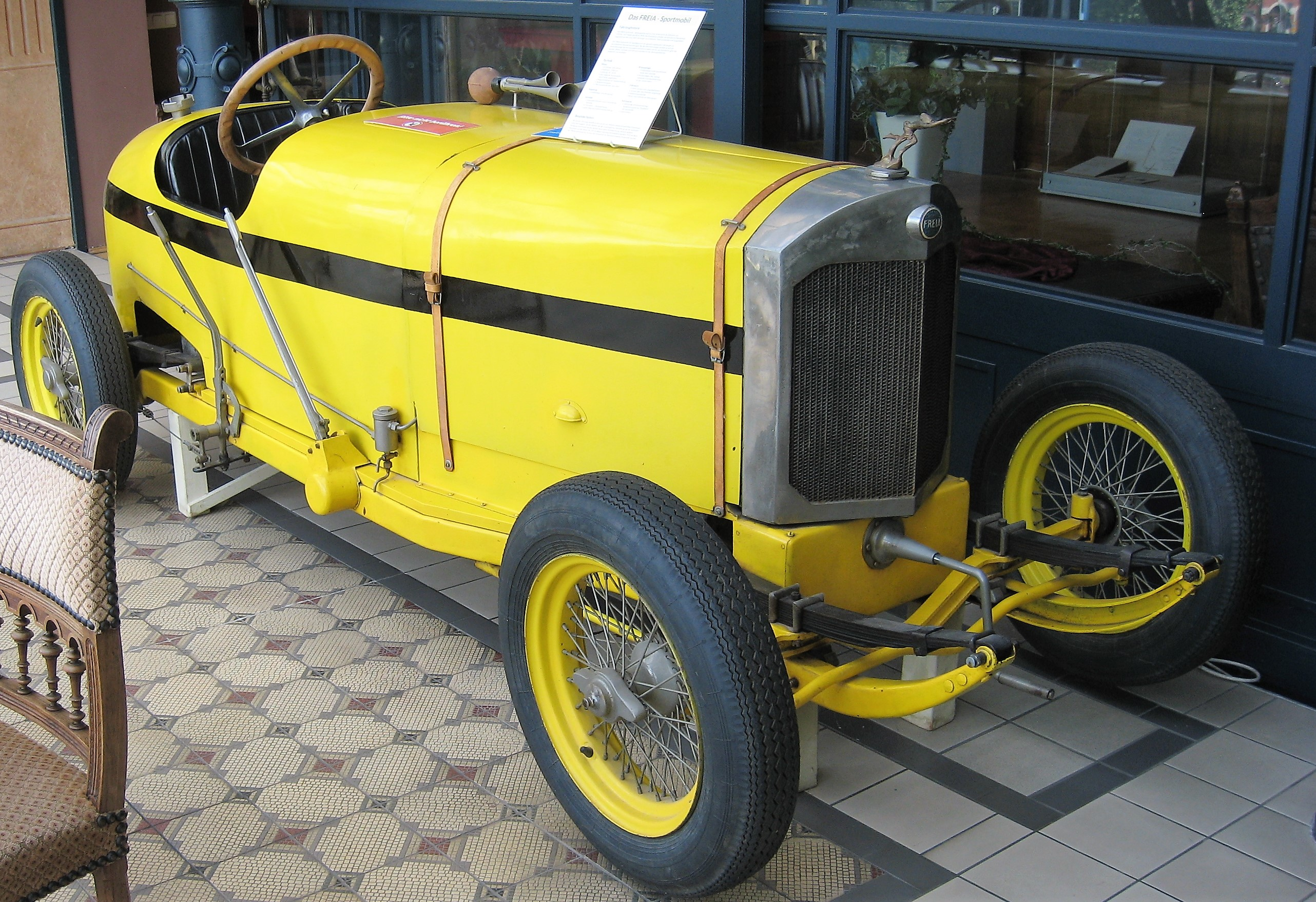
Freia

In den historisch wertvollen Innenräumen wird im Heimatmuseum heute die Geschichte des Hauses Reuß Älterer Linie in Verbindung mit der Entwicklung der Stadt Greiz erläutert. Außerdem ist ein historisches Freia-Automobil, welches in Greiz gefertigt wurde, ausgestellt.
Weitere Räumlichkeiten des Unteren Schlosses werden vom Fremdenverkehrsamt „Greiz-Information“, der Musikschule „Bernhard Stavenhagen“, einer Werkstatt und einem Café genutzt.

## Fotos

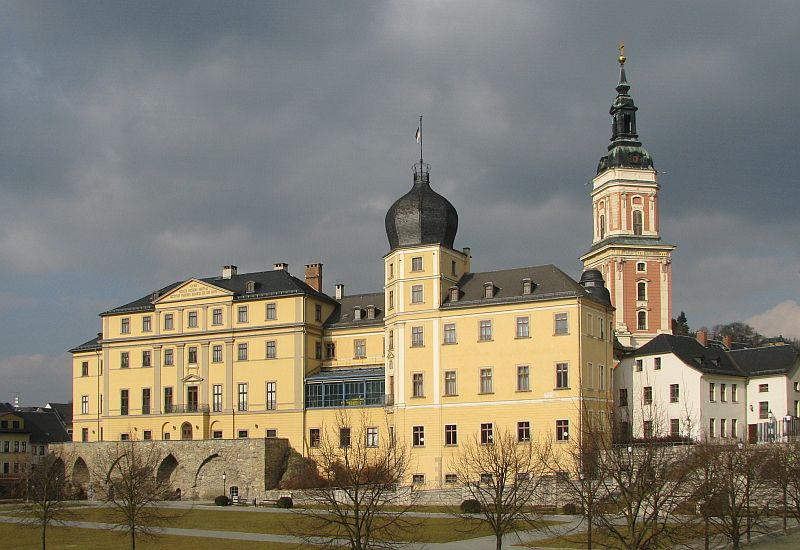
Das Untere Schloss mit der Stadtkirche St. Marien
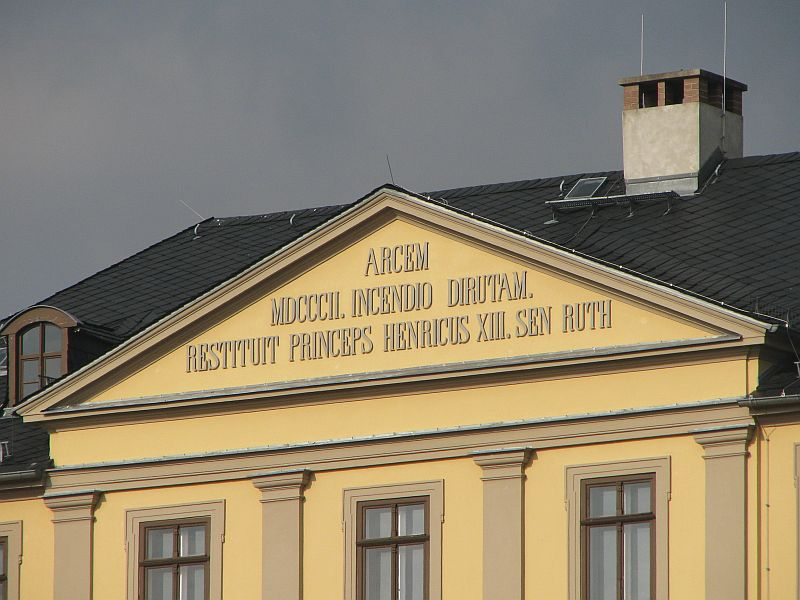
Inschrift: ARCEM MDCCCII. INCENDIO DIRUTAM RESTITUIT PRINCEPS HENRICUS XIII. SEN RUTH